# Karamanides
vers 1250 – 1483
Entités précédentes :
- Sultanat de Roum

Entités suivantes :
- Empire ottoman

Les Karamanides, Qaramanides ou Qaramânoğullari forment une dynastie de Beys turkmènes qui règne au sud de l'Anatolie centrale dans le massif montagneux du Karaman qui sépare Konya de la Mer Méditerranée. C’est le plus puissant beylicat après celui des Ottomans pendant la seconde période des beylicats aux XIIIe et XIVe siècles. Leur territoire était appelé Caramanie.
Les premières implantations des Karamanides se font vers 1250. Elles sont sans doute facilitées par l'affaiblissement du sultanat de Roum - partagé entre les trois fils rivaux de Kay Khusraw II sous la tutelle mongole des Houlagides :
- ʿIzz ad-Dîn Kay Kâwus règne à Konya.
- Rukn ad-Dîn Kılıç Arslan règne à Sivas.
- ʿAlaʾ ad-Dîn Kay Qubâdh règne à Malatya.

Rukn ad-Dîn Kılıç Arslan dote Karamân ben Nûra Sûfî, fondateur et éponyme de la dynastie, d'une concession foncière pour le remercier de ses combats contre les incursions des chrétiens de Petite-Arménie.
Le sultanat de Roum disparaît en 1307. La principauté karamanide se maintient jusqu'en 1483, lorsqu'elle est complètement annexée par le sultan ottoman Bajazet II.

## Histoire
La tribu est arrivée en Anatolie avec les Seldjoukides, ou plus tard poussée vers l'ouest par les troupes de Gengis Khan au début du XIIIe siècle. Cette tribu s'est installée vers 1225 dans la région d'Ermenek et Mut, au sud-est de Konya.

### Fondation du beylicat
Nûre Sûfî est un soufi de renom dans la région d'Ermenek. Il aurait pris par ruse la forteresse de Silifke.
Il s'installe à Ereğli dans l’actuelle province de Konya.
Il était marié à une tante de ʿAlaʾ al-Dîn Eretna, fondateur et éponyme des Eretnides.
Nûre Sûfî a eu sept fils :
- Kerîmeddin[7] Karaman qui lui succède.
- Kemâleddin[8]
- Oğuz Han
- Timur Han
- Hayreddin[9] (mort au combat à Konya en 1261[5])
- Zeynelhac[10] (mort au combat à Konya en 1261[5]/62[11])
- Bunsuz devient Djândâr de Kılıç Arslan IV.

### Karaman
En 1256, Kerîmeddin Karaman, le fils Nûre Sûfî, lui succède et donne son nom à la dynastie. Il a épousé une fille du sultan seldjoukide de Roum Kılıç Arslan III
Après la mort du sultan Ghiyâth ad-Dîn Kay Khusraw, comme la majorité des Turkmènes, il prend le parti du fils aîné `Izz ad-Dîn Kay Kâwus II contre ses deux frères et rivaux.
Mu`in ad-Dîn Suleyman « pervane », vizir chargé de l'administration de l'Anatolie avec le soutien de Rukn ad-Dîn Kılıç Arslan et des Mongols, essaie vainement de prendre Karaman. Pour amadouer Karaman, le pervane lui attribue la forteresse de Silifke comme fief. Il reçoit le beylicat d’Ermenek du sultan seldjoukide de Roum Kılıç Arslan IV qui l’installe dans la région avec une concession territoriale,,,. Le domaine de Karaman comprend Ermenek, Mut, Ereğli, Gülnar et Silifke et Larende qui devient Karaman en l’honneur de la dynastie. Le plus jeune frère de Karaman devient un garde du corps de Kılıç Arslan (Djândâr). Ermenek devient la capitale du beylicat.
Les bonnes relations entre les seldjoukides de Roum et les Karamanides s’interrompent vers 1261, en partie à cause des intrigues du vizir Pervane. Kay Kâwus II est démis par Pervane. Il se réfugie en territoire byzantin où il fait prisonnier par l'empereur Michel VIII Paléologue. Sous prétexte de venir en aide à Kay Kâwus II, Karaman fait alliance avec les beylicat d’Eşref et de Menteşe contre les Seldjoukides.
Accompagné de deux de ses frères, il se dirige vers Konya avec une armée de 20 000 hommes qui doit affronter une armée seldjoukide soutenue par les mongols et dirigée par Pervane. Karaman est vaincu, deux
de ses frères sont tués au combat
(1261).
Karaman a eu huit fils :
- Şemseddin Mehmed succède à son père, (tué au combat en 1277/78[20]).
- Güneri succède à son frère Mehmed jusqu’en 1300.
- Bedreddin Mahmud règne avec Güneri, puis seul (tué au combat en 1307).
- Kasim
- Zekeriya (tué au combat en 1277/78[20]).
- Tanu (tué au combat en 1277/78[20]).
- Khalil
- Ali

### Mehmed Ier
Şemseddin Mehmed Ier succède à son père. Immédiatement il conclut des alliances dans le but de lever une armée contre les Seldjoukides. En 1276, au cours d’une révolte contre la domination mongole, il vainc plusieurs armées mongoles alliées au Seldjoukide. Il profite de la confusion et lors de la bataille de Göksu, le pouvoir seldjoukide subit une sévère défaite. Mehmed en profite pour prendre Konya le 12 mai 1277. Il place sur le trône de Roum, Alâeddin Siyavuş, surnommé péjorativement Jimri (en turc : cimri, (le) radin) qui prétend être un fils de Kay Kâwus II.
Le 13 mai 1277, Mehmed promulgue un décret (en turc ferman) au nom des Seldjoukides interdisant l’usage d’une autre langue que le turc dans les affaires de l’état, les couvents de derviches et les réunions publiques à partir de cette date. Malgré cette interdiction, l’arabe et le persan continuent à être utilisés comme langues officielles dans les affaires d’état. Le turc ne s’imposera vraiment que sous les Ottomans au XVIe siècle. Le 13 mai est célébré à Karaman comme « fête de la langue (dil bayramı),. »
Au printemps 1277, le sultan mamelouk Baybars pénètre dans le sultanat seldjoukide. Il a peut-être été secrètement appelé par Pervane dans l'espoir de se débarrasser de la tutelle mongole. Le 18 avril, Baybars écrase l’armée mongole à la bataille d'Elbistan. Pervane qui commandait le contingent seldjouqide, prend la fuite. Baybars fait une entrée triomphale dans Kayseri (23 avril), puis regagne la Syrie. À la nouvelle de cette défaite, le khan mongol Abaqa accourt en Anatolie (juillet 1277). Après enquête, il fait exécuter Pervane (2 août 1277).
Le vizir seldjoukide Sahip Ata Fahrettin Ali qui succède à Pervane mène la campagne contre les Karamanides avec l'appui de troupes mongoles.
Au cours des combats, Mehmed fait une reconnaissance près de la forteresse de Kurbağa (Kurbağaköy dans la province de Mersin), il rencontre un détachement mongol et il est tué ainsi que deux de ses frères et un de ses cousins. C'est un succès inattendu pour le sultan Ghiyâth al-Dîn Kay Khusraw (1277/78). Le sultan croit voir l'occasion de se débarrasser des Karamanides. Le prétendant au trône de sultan, Jimri parvient à rassembler des forces importantes. Néanmoins il est vaincu et tué par Kay Khusraw (mai 1278). Les deux fils de Sahip Ata décèdent au cours des combats contre l'usurpateur Alâeddin Siyavuş Jimri.

### Güneri et/puis Mahmud
Deux frères de Mehmed, Güneri et Bedreddin (ou Mecdeddin) Mahmud lui succèdent conjointement jusqu’en 1300, puis Mahmud seul jusqu’en 1307. Güneri poursuit la lutte contre les Mongols, il attaque Konya et Larende.
Mahmud a pour capitale Ermenek, où il fait bâtir une mosquée en 1302.
Pendant cette période les Seldjoukides de Roum subissent la tutelle mongole et ont une situation intérieure très confuse. Le puissant vizir Mu`in ad-Dîn Suleyman « Pervane » a fondé son propre beylicat (Pervâneoğulları) autour de Sinop, il est assassiné en 1277 sur l'ordre de l'Ilkhan de Perse. Après la mort de Pervane, Fakhr ad-Dîn `Alî Sahip Ata qui était déjà un vizir de Kay Kâwus II vers 1250, devient le nouveau vizir, il est surnommé le « bâtisseur ».
En 1278, le sultan de Roum, Kay Kâwus meurt en exil. Son fils Ghiyâth ad-Dîn Mas`ûd s’autoproclame sultan de Roum depuis son exil en Crimée.
En 1281, après la mort d'Abaqa, l'Anatolie connait une période instable. Güneri se livre a de fréquents actes de pillage dans la région de Konya, tandis que le bey d’Eşref Seyfeddin Süleyman fait des incursions depuis Beyşehir vers Konya et Akşehir. Se trouvant démuni devant ces attaques turkmènes, le sultan seldjoukide de Roum Ghiyâth al-Dîn Kay Khusraw appelle à son aide Ahmad Teküder le successeur d'Abaqa nouvellement converti à l’islam. Ahmad envoie son frère Konghurtay dans le territoire karamanide qu'il pille comme jamais auparavant. Cette destruction du territoire karamanide provoque le chagrin et la colère des Mamelouks qui protestent auprès d'Ahmad. Konghurtay est réprimandé pour sa conduite et est exécuté (janvier 1284).
En 1284, l’Ilkhan Ahmad Teküder reconnaît Ghiyâth ad-Dîn Mas`ûd comme successeur au titre de sultan de Roum. Peu après, Ahmad Teküder est détrôné par Arghoun. En juin 1285, Arghoun divise le sultanat en deux parties revenant aux deux enfants de Ghiyâth ad-Dîn Kay-Khusraw. L'aîné est tué par les Mongols le 1er octobre 1285. Le plus jeune est probablement assassiné en janvier 1286. Tous ses rivaux potentiels éliminés, Mas`ûd est assuré du titre de sultan. En 1286, il prend pour capitale Kayseri et non Konya.
À partir de 1286, Mas`ûd engage plusieurs campagnes contre les principautés turkmènes émergentes dans toute l'Anatolie, toujours avec le soutien des Mongols, voire avec des troupes mongoles. Il engage une campagne contre les Germiyanides, les Karamanides et les Eşrefoğulları.
En 1293, Bedreddin (Mecdeddin) Mahmud conquiert la ville d'Alaya (actuelle Alanya) et fonde le beylicat d'Alaya. En 1300, il est le seul à régner sur le beylicat.
Vers 1307, Mas`ûd le dernier sultan seldjoukide de Roum décède. C'est la fin du sultanat de Roum.

### Yahşı Han
Le sultanat de Roum a disparu et la présence mongole en Anatolie s'est affaiblie. Les Karamanides vont en profiter pour assoir leur domination. Néanmoins les Karamanides ne sont pas totalement indépendants, ils se mettent sous la protection des Mamelouks d'Égypte qui les soutiennent dans leurs combats contre le royaume de Petite-Arménie.
Yahşı Han, fils de Mehmed, règne pendant quatre ans.

### Bedreddin İbrahim Ieret Alâeddin Khalîl Mirza
Bedreddin İbrahim est l’un des fils de Mahmud et il succède à son cousin Yahşı Han. Il règne jusqu’en 1333, et abdique pour laisser la place à son frère Alâeddin Mirza. Il semble qu’en 1334/35, Bedreddin İbrahim réside à Larende et son fils Fahreddin Ahmed siège à Konya, son cousin Yahşı Han à Ermenek, son frère Alâeddin Khalîl Mirza à Beyşehir et son autre frère Burhâneddin Musa à La Mecque ce qui lui vaut le surnom de Hacı Sûfî.
Ibn Battûta dit être passé à Karaman (Larende, Lârendah dans le texte cité) en 1333. Il y rencontre Bedreddin, et confirme que Burhâneddin Musa est bien son frère.

« Le sultan de cette ville est le roi Bedr eddin, fils de Kâramân, elle appartient à son frère utérin Moûça. Celui-ci la céda à Melic Nâçir, qui lui donna en place un équivalent. »

— Ibn Battûta, Op. cit., vol. II (lire en ligne), « Du sultan de Lârendah », p. 128.
Le Melic Nâçir cité dans ce passage est An-Nâsir Muhammad ben Qalâ'ûn sultan mamelouk du Caire qui soutient les Karamanides. Ce passage à Larende est douteux car cela représente un détour de plusieurs centaines de kilomètres par rapport à l’itinéraire principal, ce qu’il écrit n’est sans doute que ouï-dire.
Burhâneddin Musa revient de son pèlerinage à la Mecque sous la protection du sultan mamelouk An-Nâsir Muhammad ben Qalâ'ûn. Des partisans du roi de Petite-Arménie essaient de le faire prisonnier. Les Mamelouks sanctionnent cette tentative par le saccage de la Cilicie.
Bedreddin İbrahim revient au pouvoir pour quelques mois en 1348.

### Fahreddin Ahmed puis Şemseddin
L’aîné des fils de Bedreddin İbrahim, Fahreddin Ahmed lui succède. Fahreddin Ahmed serait mort au cours d’une bataille avec les Mongols en 1349. Son frère cadet, Şemseddin, lui succède . Şemseddin aurait été empoisonné par un de ses frères (1352).

### Burhâneddin Musa
Burhâneddin Musa est un fils de Mahmud, il déplace sa capitale à Mut. Burhâneddin Musa est le probable constructeur de la madrasa d’Ermenek (Tol Medrese).

### Süleyman
Seyfeddin Süleyman est le dernier fils d’İbrahim. Il a exercé la fonction de gouverneur de Karaman pendant le règne de Burhâneddin Musa. Il serait le successeur direct de Şemseddin. Il est emprisonné par les Eretnides le 11 janvier 1350 et il remplacé par son frère `Ala' al-Dîn `Alî.

### Alâeddin Ali Ier
Kâsim, l’un des membres du complot qui a éliminé Seyfeddin Süleyman lui succède mais il est à son tour tué par Alâeddin Ali qui monte sur le trône. Dâmâd Alâeddin Ali a un long règne. Il est le contemporain des sultans ottomans Mourad Ier et Bayezid Ier Yıldırım. Il a épousé Nefise Sultan, fille Murad et sœur de Bayezid, sans doute pour cela il porte le curieux titre persan de Dâmâd (Jeune marié). Avant son arrivée sur le trône des Karamanides il exerçait la fonction de gouverneur de Konya. Alâeddin Ali rompt l’alliance avec les Mamelouks de ses prédécesseurs. Il soutient la rébellion des Ramazanides contre le sultan mamelouk Sayf ad-Dîn Barquq, tout en continuant la lutte contre les Ottomans. Il étend le domaine des Karamanides vers l’ouest jusqu’à Akşehir. Il va se heurter à son beau-frère Murad, puis à Bayezid. Alâeddin Ali avance en territoire ottoman jusqu’à Bursa, mais en 1385, il est battu par Murad Ier à Konya.
En 1398, Alâeddin Ali et ses fils sont faits prisonniers par Bayezid et Alâeddin Ali est tué. Le beylicat est annexé à l’empire ottoman.

### Sultan-zâde Nâsıreddin Mehmed II et Dâmâd Bengi Alâeddin Ali II
Entre 1398 et 1402, le beylicat karamanide est aboli. L’héritier fils d’Alâeddin Ali est Sultan-zâde Nâsıreddin (ou Gıyâseddin) Mehmed. Il passe trois années avec son frère Dâmâd Bengi Alâeddin Ali à Bursa sous la garde de leur neveu et geôlier Bayezid Ier.
La défaite de Bayezid contre Tamerlan à la bataille d'Ankara en 1402, et l’affaiblissement consécutif des Ottomans vont permettre la reconstitution du beylicat karamanide. Les deux frères Nâsıreddin Mehmed et Dâmâd Bengi Alâeddin Ali vont alternativement prendre le pouvoir jusqu’en 1424.
En 1406, Nâsıreddin Mehmed doit négocier avec le sultan ottoman Mehmed Ier Çelebi et lui céder des territoires. Cependant il fait le siège de Bursa au prétexte de venger la mort de son père. Après un siège de 34 jours la ville est prise et détruite et Nâsıreddin Mehmed se retire. Il mène de nouvelles campagnes contre les Ottomans en 1414 et 1415. Il est contraint de rendre aux Ottomans les villes Beyşehir, Seydişehir et Akşehir. L’année suivante, il est prisonnier avec son fils mais relâché contre un serment d’allégeance et la promesse de ne plus rompre la paix. Le sultan mamelouk demande aux Karamanides de lui rendre Tarse. Se croyant à l’abri d’une attaque, Nâsıreddin Mehmed néglige cette demande. Il donne sa fille en mariage au Ramazanide Ibrahim pour se protéger contre le sultan mamelouk Al-Muayyad Chaykh. Nâsıreddin Mehmed se rend compte de son erreur lorsqu’il apprend qu’une armée mamelouke est en route vers l’Anatolie. Il se réfugie alors dans les montagnes. Il laisse Kayseri aux Dulkadirides et le territoire Karamanide passe sous l’autorité de son frère Alâeddin Ali (1419). Ce dernier jouit de la protection des Mamelouks mais il est incapable d’établir son autorité sur tout le territoire. Il ne peut prendre Konya ni écarter les attaques d’Ibrahim, l’un des fils de Nâsıreddin Mehmed qui bénéficie du soutien des Ottomans. Nâsıreddin Mehmed est fait prisonnier et amené au Caire. Pendant la captivité de son frère, Dâmâd Bengi Alâeddin Ali négocie avec les Mamelouks une alliance contre les Ottomans.
En 1421, Nâsıreddin Mehmed est libéré par les Mamelouks et reprend facilement son poste. Le nouveau sultan ottoman Mourad II doit combattre contre son oncle, Mustafa Çelebi surnommé Düzmece Mustafa. Ce dernier avait déjà tenté de détrôner son frère Mehmed Ier mais avait dû se réfugier auprès des empereurs de Byzance. L’empereur avait apporté son aide à Mehmed Ier en gardant Mustafa prisonnier à Constantinople. Cette fois l'empereur encourage Mustafa à engager une guerre civile contre son neveu. Voulant tirer parti de cette circonstance, Nâsıreddin Mehmed fait le siège d'Antalya (Adalia). Il est tué est au cours du siège par les Ottomans (1423).
Alâeddin Ali reprend brièvement le pouvoir, mais il est incapable de lutter contre son neveu İbrahim qui bénéficie du soutien de sultan ottoman Murad II auquel il est apparenté. Alâeddin Ali se retire à Niğde où il décède laissant le pouvoir à İbrahim.

### İbrahim II
Sultan-zâde Taceddin İbrahim II est le second fils de Nâsıreddin Mehmed, il succède à son oncle Dâmâd Bengi Alâeddin Ali. Le beylicat est au sommet de sa puissance. Le beylicat de Germiyan a disparu et les Karamanides sont les plus puissants rivaux des Ottomans. İbrahim II est marié à la sœur du sultan ottoman Mourad II. Il est cependant parfois en guerre contre les Ottomans, le fait d’être le beau-frère du sultan l’a sauvé de sa perte à plusieurs reprises. Il fait aussi alliance avec l’empereur Sigismond Ier. La chronique ottomane lui reproche cette alliance avec les « infidèles ».
Murad II veut en finir avec les Karamanides et pour ce faire conclut une alliance avec les Dulkadirides. Ces derniers prennent Kayseri et les environs (1436/7). İbrahim cède Akşehir et Beyşehir à Murad II. Il essaie vainement de reprendre ces territoires après la mort de Murad II. İbrahim est plus chanceux dans ses campagnes contre la Cilicie. Il prend aux Chypriotes la forteresse de Korykos.
Avant sa mort, İbrahim II envisageait de faire d’İshak son successeur désigné. Les six autres demi-frères d’İshak n’acceptent pas que ce fils d’esclave leur soit préféré alors qu’ils sont fils de la sœur du sultan Murad II. Ils assiègent İbrahim et İshak à Konya. Tous deux doivent s’enfuir. İbrahim meurt en 1463.

### İshak puis Pîr-Ahmed
Les désordres provoqués par la querelle de succession ont presque abouti à la disparition des Karamanides.
Pîr-Ahmed aidé par les Ottomans vainc son frère İshak au cours d’une bataille à Ermenek. Il se considère comme un vassal de Murad II. Il entre en conflit avec son suzerain à cause d’un traité avec les Vénitiens.
Le sultan ottoman Mehmed II le Conquérant qui succède à Murad II, est décidé d’en finir avec les Karamanides. En 1467 les Ottomans occupent Konya de manière permanente. Pîr-Ahmed se retranche à Karaman et à Nidğe où il combat alternativement contre son frère ou contre les Ottomans.
Rum Mehmed Pacha d'origine grecque, est chargé par le sultan ottoman Mehmed II de la déportation de la population de Karaman et Konya pour repeupler Constantinople (1447/1468). En récompense de ses services, Rum Mehmed Pacha devient grand vizir ottoman. Il mène une politique répressive contre les musulmans de Karaman. Il confisque les propriétés et les waqfs. Pîr-Ahmed et son frère Kasim se rebellent et reprennent Karaman. La contre offensive de Mehmed Pacha est rapide : Karaman et Ereğli sont détruites en 1469/1470. Il marche sur Alanya mais ne prend pas la forteresse. Certaines sources de l'époque essaient d'expliquer cette clémence par le fait que Mehmed Pacha était marié avec la sœur de Kiliç Arslan, dernier bey d'Alanya.
En 1471, Gedik Ahmed Pacha conduit l'armée ottomane, il vainc les Karamanides. Finalement les Ottomans prennent Karaman puis Ermenek. Pîr-Ahmed, sa famille et ses biens sont pris par les Ottomans. Pîr-Ahmed n’est pas tué et peut s’enfuir vers Tarse où il meurt en 1474.

### Kasim
Kasim remplace son frère Pîr Ahmed. Le Karaman est un état dépendant de l’empire ottoman. Kasim passe la majorité de son temps loin de son royaume tout en se présentant comme prétendant au trône. En 1464, il trouve refuge avec son aîné Ishaq auprès de Ouzoun Hassan qui dirige les Aq Qoyunlu turkmènes. Kasim participe avec Uzun Hasan a la guerre entre les Aq Qoyunlu et les Ottomans. Le sultan ottoman Mehmed II remporte une victoire 11 août 1473 à la bataille d'Otlukbeli.

### Turgutoğlu Mahmud
Kasim est remplacé par son gendre Turgutoğlu Mahmud. Il règne sur la province d’İçel dans l’empire ottoman pendant quatre ans. Il n’a pas pu s’imposer plus longtemps et trouve refuge chez les Mamelouks à Alep en 1487. Les Karamanides disparaissent complètement au cours des premières années du règne du sultan ottoman Bayézid II. La province du Karaman et le gouvernorat de cette province s’appellent alors « le trône du Karaman » (Taht-ı Karaman) et son titulaire fait partie des plus éminents princes ottomans.
Mustafa un neveu de Kasim vient d’Iran se déclarer successeur de Mahmud. Il ne peut résister aux Ottomans et trouve refuge auprès des Mamelouks. Il meurt au Caire en 1513.

## Héritage
Les Karamanides doivent leur importance historique à leur situation géographique. Ils contrôlaient le passage de l'Anatolie vers la Syrie et pouvaient trouver refuge dans les montagnes en cas d'attaque par une puissance adverse. Cette position leur assurait en outre de confortables revenus sous la forme de taxes douanières dans les ports. Leurs constructions à Karaman, Konya et Nidğe sont les preuves de cette richesse.

## La dynastie

Carte des beylicats d’Anatolie en 1330.

| 1250?-1256 | Nûr al-Dîn Sûfî                         | نور الدين صوفيّ                          | Nûre Sûfî                                     |                                         | Capitale : Ereğli                                    |
| 1256-1261  | Karîm al-Dîn Qaramân                    | كريم الدين قرمان                        | Kerîmeddin Karaman                            | Nûre Sûfî                               | Fondateur éponyme de la dynastie. Capitale : Ermenek |
| 1261-1277  | Shams al-Dîn Muhammad Ier               | شمس الدين محمد                          | Şemseddin Mehmed Ier                          | Karaman                                 |                                                      |
| 1277-1300  | Güneri                                  | غونيري باي                              | Güneri                                        | Karaman                                 | En position de suzerain                              |
| 1277-1300  | Badr al-Dîn Mahmûd                      | بدر الدين محمود                         | Bedreddin (Mecdeddin) Mahmud                  | Karaman                                 | En vassal                                            |
| 1300-1307  | Badr al-Dîn Mahmûd                      | بدر الدين محمود                         | Bedreddin (Mecdeddin) Mahmud                  | Karaman                                 |                                                      |
| 1307-1311  | Yakhshî                                 | ياهشي خان باي                           | Yahşı Han                                     | Mehmed                                  | Capitale : Konya                                     |
| 1311-1333  | Badr al-Dîn Ibrâhîm                     | بدر الدين محمود                         | Bedreddin İbrahim Ier                         | Mahmud                                  | Vassal des Mamelouks (premier règne)                 |
| 1333-1348  | `Ala' al-Dîn Khalîl                     | علاء الدين خليل مرزا                    | Alâeddin Mirza Halil                          | Mahmud                                  |                                                      |
| 1348-1349  | Badr al-Dîn Ibrâhîm                     | بدر الدين محمود                         | Bedreddin İbrahim Ier                         | Mahmud                                  | (deuxième règne)                                     |
| 1349-1350  | Fakhr al-Dîn Ahmad Ier                  | فخر الدين أحمد                          | Fahreddin Ahmed                               | İbrahim                                 |                                                      |
| 1350-1352  | Shams al-Dîn Ier                        | شمس الدين باي                           | Şemseddin                                     | İbrahim                                 |                                                      |
| 1352-1356  | Al-Hâjj Burhân al-Dîn Mûsâ al-Sûfî      | الحاج برهان الدين موسى الصوفي           | Hacı Sûfi Burhâneddin Musa                    | Mahmud                                  | Capitale : Mut                                       |
| 1356-1361  | Sayf al-Dîn Sulaymân                    | سيف الدين سليمان                        | Seyfeddin Süleyman                            | Khalîl fils de Mahmud                   |                                                      |
| 1361-1398  | Dâmâd `Ala' al-Dîn `Alî                 | داماد علاء الدين علي                    | Dâmâd Alâeddin Ali Ier                        | Khalîl                                  |                                                      |
| 1398-1402  | Annexion à l’empire ottoman.            | Annexion à l’empire ottoman.            | Annexion à l’empire ottoman.                  | Annexion à l’empire ottoman.            | Annexion à l’empire ottoman.                         |
| 1402-1419  | Muhammad II                             | ناصر الدين                              | Sultan-zâde Nâsıreddin Mehmed II              | Alâeddin                                | Premier règne. Prisonnier des Mamelouks              |
| 1419-1421  | Dâmâd Bengi `Ala’ al-Dîn `Alî           | داماد باي                               | Dâmâd Bengi Alâeddin Ali II                   | Alâeddin Ier                            | Premier règne                                        |
| 1421-1423  | Muhammad II                             | ناصر الدين                              | Sultan-zâde Nâsıreddin (Gıyâseddin) Mehmed II | Alâeddin Ier                            | Second règne                                         |
| 1423-1424  | `Ala’ al-Dîn `Alî                       | داماد علاء الدين علي                    | Dâmâd Bengi Alâeddin Ali II                   | Alâeddin Ier                            | Second règne                                         |
| 1424-1464  | Tâj al-Dîn Ibrâhîm II                   | داماد بن إبراهيم باي                    | Dâmâd Taceddin İbrahim II                     | Mehmed II                               |                                                      |
| 1464-1465  | Ishâq                                   | سلطانزاد اسحاق                          | Sultan-zâde İshak                             | Ibrâhîm II                              | Conjointement                                        |
| 1464-1465  | Pîr Ahmad                               | سلطانزاد بير أحمد                       | Sultan-zâde Pîr-Ahmed                         | Ibrâhîm II                              | Conjointement                                        |
| 1465-1475  | Pîr Ahmad                               | سلطانزاد بير أحمد                       | Sultan-zâde Pîr-Ahmed                         | Ibrâhîm II                              |                                                      |
| 1475       | Annexion définitive à l'empire ottoman. | Annexion définitive à l'empire ottoman. | Annexion définitive à l'empire ottoman.       | Annexion définitive à l'empire ottoman. | Annexion définitive à l'empire ottoman.              |
| 1475-1482  | Qâsim                                   | قاسم باي                                | Kasım                                         | Ibrâhîm II                              | Vassal des Ottomans jusqu'à sa mort en 1483          |
| 1482-1487  | Turgutoğlu Mahmud                       |                                         | Turgutoğlu Mahmud                             |                                         | Vassal des Ottomans                                  |